# إد علي أوسعيد (إغير ملولن)
إد علي أوسعيد هو دُوَّار يقع بجماعة الرڭادة، إقليم تيزنيت، جهة سوس ماسة في المملكة المغربية. ينتمي الدوّار لمشيخة إغير ملولن التي تضم 28 دوار. يقدر عدد سكانه بـ 211 نسمة حسب الإحصاء الرسمي للسكان والسكنى لسنة 2004.

## روابط خارجية
- البوابة الوطنية للجماعات الترابية
- المندوبية السامية للتخطيط